# Sadyattes borrii
Sadyattes borrii är en insektsart som beskrevs av Carl Stål 1875. Sadyattes borrii ingår i släktet Sadyattes och familjen Phasmatidae. Inga underarter finns listade i Catalogue of Life.